# حارب حسن
حارب حسن الزعابي مغني ومطرب إماراتي
يعتبر أول مطرب ومغني الأول في الإمارات وعميد الفنانين  وقد برز في الأربعينات ومن أشهر أغانيه ياحبيب القلب عذبت الحشا.

## أعماله الفنية

### أغنيات
- آه من غدر الليالي
- آه من قلب
- آه أنا ونيت
- الله أكبر
- عليا
- البارحه ما بت
- دار دولاب الشعر
- بن قلبي غدوا به
- أمينة
- البارحة أمسيت
- البارحه لاقيت أنا حوريه
- دق قلبي دق ساعة
- فتاة الحي بنت بن ظاهر
- في كدلك العشاق
- البارحه يوم جن الليل
- قلبي تولع بخلان
- قال لي بالهوى
- قال الوداع وقلت
- خذني غرامك
- هلا يا مرحبا
- هب ولفا من مطلع سهيل
- مرحبا بللي لفانا
- لو الحب تشفي
- لعى الجمرى على فرقا
- ياني تلايا الليل
- وين قلبي راح ما ادلّه
- سهرت الليل
- يا مالك الروح رحمة
- يا هلا بالجاي
- يا حبيب القلب عذبت الحشا
- زعلان خلي ما يجيبي
- يا زين ما سويت بي زين
- يا مالك الروح قديم